# دينتون
دينتون (بالإنجليزية: Denton, Texas)‏ هي مدينة تقع في مقاطعة دينتون بولاية تكساس في شمال شرق ولاية تكساس. تأسست عام 1866، تبلغ مساحة هذه المدينة 253.70 (كم²)، وترتفع عن سطح البحر 195 م، بلغ عدد سكانها 113383 نسمة في عام 2010 حسب إحصاء مكتب تعداد الولايات المتحدة .

## توأمة
لدينتون اتفاقيات توأمة مع كل من:
- مادبا
- سان نيكولاس دي لوس غارزا

## أعلام
- راي روبرتس
- كلينت بالارد جونيور
- بولين غارسيا بيري ماك
- آن شيريدان
- هيرشل إيفانز
- راي بيترسون
- جوردن مالون
- ستانلي جي. باين
- يوجين كونلي
- أل ديكستر

## وصلات خارجية
- www.cityofdenton.com
- The US50 - Cities and Towns in Texas State